# Les Montils
Les Montils település Franciaországban, Loir-et-Cher megyében. Lakosainak száma 1925 fő (2022. január 1.). Les Montils Chailles, Candé-sur-Beuvron, Monthou-sur-Bièvre, Seur, Valaire és Le Controis-en-Sologne községekkel határos.

## Népesség
A település népességének változása:
| Lakosok száma | 717  | 1046 | 1196 | 1618 | 1905 | 1992 | 1943 | 1920 | 1914 | 1925 |
|               | 1968 | 1982 | 1990 | 2006 | 2013 | 2015 | 2017 | 2019 | 2020 | 2022 |